# Gond (serrurerie)
Pour les articles homonymes, voir Gond.

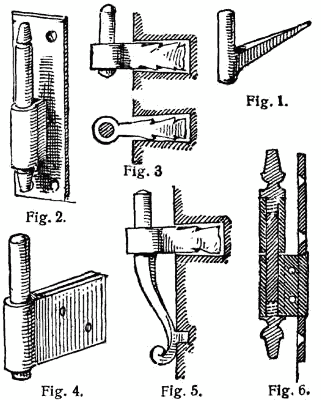
Gonds

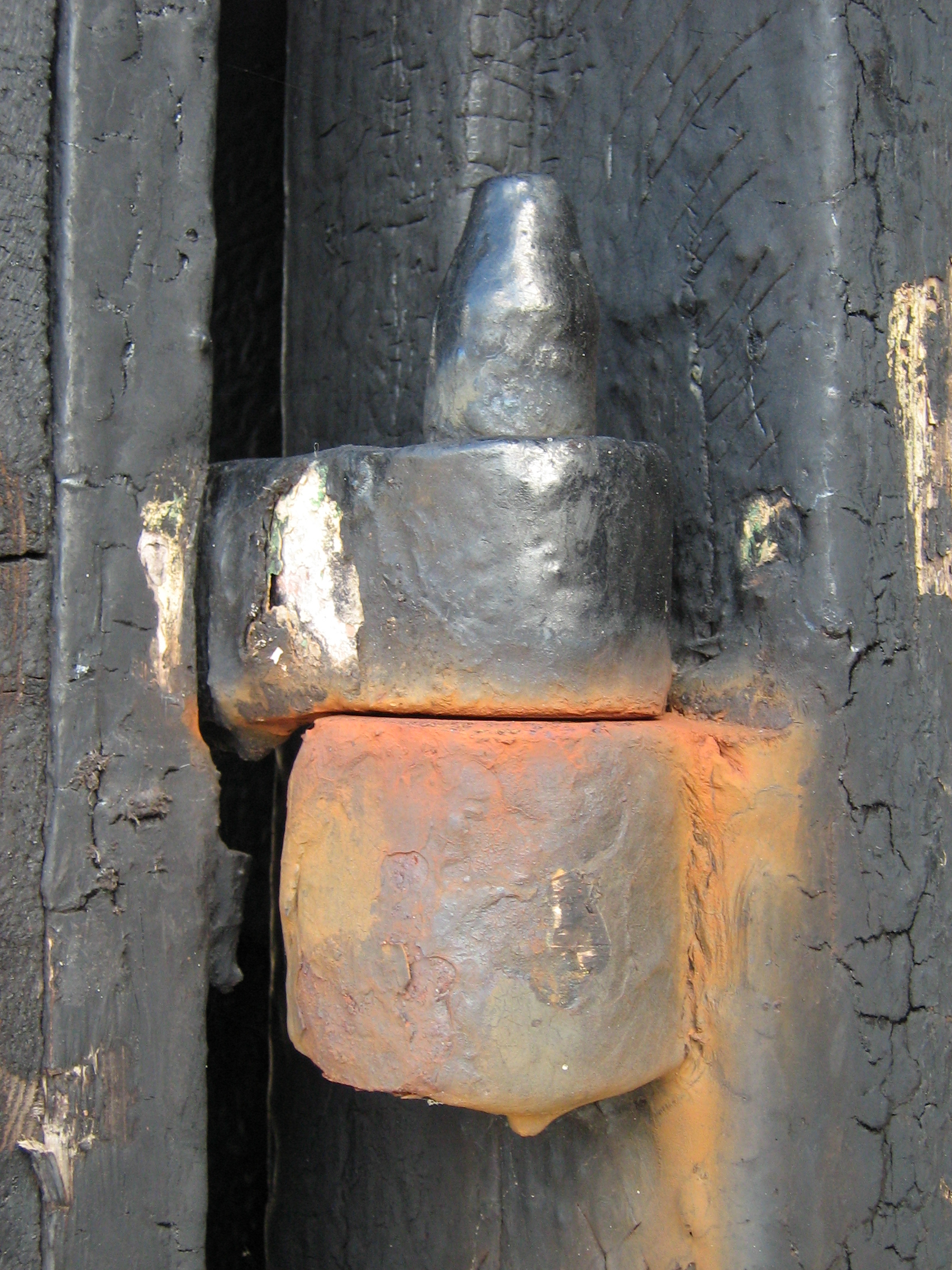
Gond et penture

En serrurerie, un gond est une pièce mécanique qui avec la penture, dans laquelle elle s'introduit, assure le pivotement d'une porte ou d'une fenêtre.

## Typologie
Fin XVIIIe siècle, un gond est un morceau de fer coudé dont la tige est fichée dans un poteau ou scellée dans le jambage d'une porte, et dont le mamelon entre dans l'œil d'une penture. On en distingue de plusieurs sortes :
- Gond à pointe : gond à tige pointue afin qu'il puisse entrer dans le bois
- Gond à scellement : il a la tige fendue à son extrémité et forme deux crochets
- Gond à patte : ainsi nommé parce que sa tige est coudée d'équerre et aplatie de manière à être arrêtée avec des vis sur le bois
- Gond à écrou : celui-ci porte une tige ronde au bout de laquelle est un filet propre à recevoir un écrou[S 1].

- Gond à repos : gond dont le mamelon à une base saillante propre à recevoir l'épaisseur du nœud ou de l'œil de la penture[S 1].
- Gond à vis : petit gond poli dont la tige est taraudée à la lime afin qu'il puisse entrer dans le bois[S 2].
- Gond à deux pointes (ou clou à crochet) : espèce de petit gond dont les deux extrémités sont en pointe[S 3].

Le mamelon désigne la partie du gond (ou d'une fiche à vase) de forme cylindrique, qui entre dans l'œil de la penture (ou dans la douille de l'aile supérieure de la fiche à vase).

## Expression
« Sortir de ses gonds », s'énerver